# Pandora Papers
Os Pandora Papers são 11,9 milhões de documentos vazados (abrangendo 2,9 terabytes de dados) que foram publicados pelo Consórcio Internacional de Jornalistas Investigativos (ICIJ) a partir de 3 de outubro de 2021. As organizações de notícias do ICIJ descreveram o vazamento de documentos como sua exposição mais ampla de sigilo financeiro até então, contendo documentos, imagens, e-mails e planilhas de 14 empresas de serviços financeiros, em países como Panamá, Suíça e Emirados Árabes Unidos, superando o lançamento anterior dos Panama Papers em 2016, que contava com 11,5 milhões de documentos confidenciais. No momento da divulgação dos documentos, o ICIJ disse não estar identificando a fonte dos documentos.
Cerca de US$ 32 trilhões (excluindo valores não monetários, como imóveis, arte e joias) podem estar escondidos de serem tributados, de acordo com as notícias.

## Divulgações
No total, 35 líderes atuais e ex-líderes nacionais aparecem no vazamento, ao lado de 400 funcionários de quase 100 países. Entre esses nomes estão o ex-primeiro-ministro do Reino Unido Tony Blair, o presidente chileno Sebastián Piñera, o presidente queniano Uhuru Kenyatta, o presidente montenegrino Milo Đukanović, o presidente ucraniano Volodymyr Zelensky, o emir catariano Sheikh Tamim, o presidente gabonês Ali Bongo Ondimba e o presidente equatoriano Guillermo Lasso. Mais de 100 bilionários, 29 000 contas offshore, 30 líderes atuais e anteriores e 336 políticos foram mencionados nos primeiros vazamentos em 3 de outubro de 2021.
O rei Abdullah II da Jordânia é uma das principais figuras citadas nos vazamentos, com documentos que mostram que ele investiu mais de US$ 100 milhões em propriedades no Reino Unido e nos EUA; elas incluíram casas em Cliffside Drive, Malibu, Washington, D.C., Londres e Ascot no Reino Unido.
Outros nomes globais mencionados incluem a cantora Shakira, que estava incorporando novas entidades offshore enquanto era julgada por sonegação de impostos; a supermodelo Claudia Schiffer; O jogador de críquete indiano Sachin Tendulkar; O ministro das finanças do Paquistão, Shaukat Fayaz Ahmed Tarin, e vários membros da família dos principais generais do Paquistão, e o CEO do Channel One Russia, Konstantin Ernst. Miguel Bosé, Pep Guardiola e Julio Iglesias também são nomeados.
No Brasil, o Ministro de Economia, Paulo Guedes e o Presidente do Banco Central do Brasil, Roberto Campos Neto, também foram citados nas investigações do ICIJ.

## Origem dos dados
Os arquivos vazados vêm de 14 provedores de serviços offshore que ajudam os clientes a estabelecer empresas em jurisdições sigilosas.

### Escritório de advocacia Alcogal
Um dos relatórios do ICIJ concentrou-se no escritório de advocacia panamenho Alemán, Cordero, Galindo & Lee ou Alcogal, dizendo que foi o "escritório de advocacia da elite latino-americana" que criou pelo menos 14 000 empresas de fachada e trustes em paraísos fiscais. A Alcogal foi mencionada mais do que qualquer outro fornecedor offshore nos documentos vazados.

## Organizações de notícias participantes
Para a descoberta dos documentos, o ICIJ trabalhou com jornalistas de 91 meios de comunicação em 117 países, incluindo organizações de notícias como The Washington Post, L'Espresso, Le Monde, El País, Süddeutsche Zeitung, o programa PBS Frontline, a Australian Broadcasting Corporation, The Guardian e Panorama da BBC.